# Кобург (Орегон)
Кобург (енгл. Coburg) град је у америчкој савезној држави Орегон.

## Демографија
По попису из 2010. године број становника је 1.035, што је 66 (6,8%) становника више него 2000. године.
| Група             | 2000.       | 2010.       |
| Белци             | 884 (91,2%) | 895 (86,5%) |
| Афроамериканци    | 1 (0,1%)    | 4 (0,4%)    |
| Азијати           | 11 (1,1%)   | 15 (1,4%)   |
| Хиспаноамериканци | 29 (3,0%)   | 77 (7,4%)   |
| Укупно            | 969         | 1.035       |